# Quinta do Rio (aldeia)
Quinta do Rio é uma pequena aldeia portuguesa da freguesia de São João de Areias, Município de Santa Comba Dão, no Distrito de Viseu.
A aldeia situa-se no limite poente da freguesia, na encosta da margem direita do rio Dão.
É constituída por um número reduzido de casas. Possui um empreendimento de turismo no espaço rural.